# Talk It!
Talk It!, czasem nazywany TalkAny – jeden z pierwszych popularnych syntezatorów mowy. Został stworzony dla systemu Windows 95. Był dostarczany razem z dodatkiem Microsoft Plus! w wersji Microsoft Plus! for Kids.